# Полосатый листолаз
Полоса́тый листола́з (лат. Phyllobates vittatus) — вид бесхвостых амфибий рода листолазов (Phyllobates) семейства древолазов (Dendrobatidae).

## Описание
Спина и голова, как правило, чёрные. У некоторых особей посреди спины проходит прерывистая жёлтая полоса. Широкая золотая, оранжевая или красно-оранжевая полоса проходит с каждой стороны морды над глазами и вниз к основанию бедра. Одна белая линия проходит вдоль губы прямо под глазом и заходит на плечо. Верхнюю поверхность конечностей покрывает плотная сеть из сине-зелёных крапинок на чёрном фоне. На нижней поверхности конечностей мраморный рисунок с белыми или бледно-сине-зелёными пятнами на чёрным фоне. Самцы достигают длины 26 мм, самки — 31 мм.

## Распространение
Встречается во влажных лесах в юго-западной части Коста-Рики в области залива Гольфо-Дульсе на высоте от 20 до 550 м над уровнем моря. Ведёт в основном наземный образ жизни. Скрывается в расщелинах или отверстиях между корнями деревьев.

## Размножение
Самка вымётывает кладку, состоящую из 7—21 икринки, на листья над землёй. Самец переносит головастиков на спине к источнику воды. Примерно через 45 дней головастики превращаются в лягушат длиной 13 мм.